# Bowers Corner
Der Bowers Corner ist ein Berggipfel im westantarktischen Ellsworthland. Er ragt 14,5 km südöstlich des Lishness Peak am äußersten südlichen Ende der Sentinel Range des Ellsworthgebirges auf. Er markiert auf der Ostseite des Mündungsgebiets des Nimitz-Gletschers dessen Biegung vor der Einmündung in den Minnesota-Gletscher.
Der United States Geological Survey kartierte ihn anhand eigener Vermessungen und mithilfe von Luftaufnahmen der United States Navy zwischen 1957 und 1959. Das Advisory Committee on Antarctic Names benannte ihn nach Leutnant Richard Alan Bowers (* 1928) von den Reservestreitkräften der US-Navy, Leiter des Bautrupps zur Errichtung der Südpolstation zwischen 1956 und 1957.